# Кучер, Ирина Сергеевна
Ирина Сергеевна Кучер (укр. Кучер Ірина Сергіївна; род. 18 мая 1995 года) — украинская пловчиха в ластах.

## Карьера
Воспитанница киевской ДЮСШ «Аквалидер», тренеры Яковлев Е. А. и Яковлев А. А.
Призёр чемпионата мира и Европы. Мастер спорта Украины международного класса.